# Jean-Louis Paguenaud
Jean-Louis Paguenaud, pseudonyme de Jean-Philippe Paguenaud, né le 30 juin 1876 à Coussac-Bonneval (Haute-Vienne), et mort le 31 mai 1952 à Limoges (Haute-Vienne), est un peintre français.

## Biographie
Jean-Philippe Paguenaud vit à Alger une partie de son enfance et y découvre la mer, avant que son père, gendarme, ne soit muté à Limoges. Là, il suit les cours de l’école d’arts décoratifs tout en travaillant comme peintre dans une fabrique de porcelaines.
Il étudie ensuite auprès de William Bouguereau, puis s’engage dans la marine. Il rapporte de ses voyages des gouaches et des dessins qu’il expose au Salon des indépendants de 1905.
En 1914, son frère Joseph-Louis meurt au combat. Pour honorer sa mémoire, il décide dès lors de signer ses œuvres en adoptant un des prénoms de son frère.
En 1922, il est reçu au concours de peintre officiel de la Marine. Il vit un temps sur une péniche à Paris, puis retourne s’installer à Limoges où il meurt en 1952.
Ses œuvres sont conservées à Paris au musée de la Marine et à Bordeaux à l’école de Santé navale.

### Vidéographie
- Vincent Pécaud, Vie et Œuvre de Jean Louis Paguenaud 1876–1952, DVD auto-édité par Vincent Pécaud, 2009  (ISBN 9782952865128).
- Vincent Pécaud, 7 à Limoges et Vincent Pécaud dans le sillage de Paguenaud, réalisation Thierry Degortès, septembre 2011.